# Morro do Pilar
Morro do Pilar é um município brasileiro do estado de Minas Gerais. Sua população recenseada em 2022 era de 3 133 habitantes.